# Kanton Le Grand-Lucé
Der Kanton Le Grand-Lucé (Canton du Grand-Lucé) war von 1790 bis 2015 ein Wahlkreis im französischen Département Sarthe. Seit einer Verwaltungsreform 2006 gehörte der Kanton dem Arrondissement La Flèche an, bis dahin gehörte er zum Arrondissement Le Mans. Hauptort war Le Grand-Lucé.

## Geografie
Die durchschnittliche Höhe über dem Meeresspiegel betrug 113 m. Der tiefste Punkt des Kantons lag bei Saint-Pierre-du-Lorouër mit 58 m, der höchste bei Pruillé-l'Éguillé mit 167 m.
Der Kanton lag im Südosten des Départements Sarthe. Er grenzte im Nordwesten an den Kanton Le Mans Est-Campagne, im Norden an den Kanton Bouloire, im Osten an den Kanton Saint-Calais, im Südosten und Süden an den Kanton La Chartre-sur-le-Loir, im Südwesten an den Kanton Château-du-Loir und im Westen an den Kanton Écommoy. 

## Gemeinden
Der Kanton Le Grand-Lucé bestand aus acht Gemeinden: 
| Gemeinde                  | Einwohner Jahr | Fläche km² | Bevölkerungsdichte | Code INSEE | Postleitzahl |
| ------------------------- | -------------- | ---------- | ------------------ | ---------- | ------------ |
| Courdemanche              | 629 (2013)     | 24,02      | 26 Einw./km²       | 72103      | 72150        |
| Le Grand-Lucé             | 1.935 (2013)   | 27,26      | 71 Einw./km²       | 72143      | 72150        |
| Montreuil-le-Henri        | 289 (2013)     | 14,39      | 20 Einw./km²       | 72210      | 72150        |
| Pruillé-l’Éguillé         | 804 (2013)     | 21,18      | 38 Einw./km²       | 72248      | 72150        |
| Saint-Georges-de-la-Couée | 159 (2013)     | 11,68      | 14 Einw./km²       | 72279      | 72150        |
| Saint-Pierre-du-Lorouër   | 376 (2013)     | 16,55      | 23 Einw./km²       | 72314      | 72150        |
| Saint-Vincent-du-Lorouër  | 902 (2013)     | 26,96      | 33 Einw./km²       | 72325      | 72150        |
| Villaines-sous-Lucé       | 673 (2013)     | 25,46      | 26 Einw./km²       | 72376      | 72150        |

## Bevölkerungsentwicklung
| 1962 | 1968 | 1975 | 1982 | 1990 | 1999 | 2006 |
| ---- | ---- | ---- | ---- | ---- | ---- | ---- |
| 6545 | 6009 | 5321 | 5079 | 5047 | 5263 | 5712 |